# کامیلو گارگانو
کامیلو گارگانو (انگلیسی: Camillo Gargano؛ زادهٔ ۳۰ ژانویه ۱۹۴۲) قایقران، و قایقران قایق بادبانی اهل ایتالیا است.